# Katholieke Kerk in Congo-Brazzaville

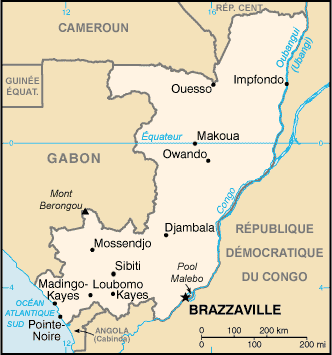

De Katholieke Kerk in Congo-Brazzaville is een onderdeel van de wereldwijde Rooms-Katholieke Kerk, onder het geestelijk leiderschap van de paus en de curie in Rome.
Er zijn meer dan twee miljoen katholieken in het land, wat bijna de helft van de totale bevolking is. Het land bestaat uit drie kerkprovincies.
Apostolisch nuntius voor Congo-Brazzaville is sinds 5 februari 2022 aartsbisschop Javier Herrera Corona, die tevens nuntius is voor Gabon.
| Bisdom                   | Bisdom                   | Bisschop                        | Hulpbisschop(pen) |
| ------------------------ | ------------------------ | ------------------------------- | ----------------- |
| Aartsbisdom Brazzaville  | Aartsbisdom Brazzaville  | Anatole Milandou                | -                 |
|                          | Bisdom Gamboma           | Urbain Ngassongo                | -                 |
| Bisdom Kinkala           | Louis Portella Mbuyu     | -                               |                   |
| Aartsbisdom Owando       | Aartsbisdom Owando       | Victor Abagna Mossa             | -                 |
|                          | Bisdom Impfondo          | Jean Gardin                     | -                 |
| Bisdom Ouesso            | Yves Marie Monot         | -                               |                   |
| Aartsbisdom Pointe-Noire | Aartsbisdom Pointe-Noire | Miguel Ángel Olaverri Arroniz   | -                 |
|                          | Bisdom Dolisie           | Bienvenu Manamika Bafouakouahou | -                 |
| Bisdom Nkayi             | Bernard Nsayi            | -                               |                   |